# E袋洗

e袋洗是中華人民共和國一個線上洗衣品牌，成立於2013年11月，由干洗连锁企业荣昌集团创始人张荣耀创立，隶属荣昌耀华网络技术（北京）有限公司。
e袋洗成立不久就获得腾讯投资2000万元，陆文勇出任CEO；2014年11月获得经纬中国、SIG海纳亚洲联合投资的2000万美元；2015年8月，融资1亿美元，由百度、经纬和SIG投資。當時e袋洗在O2O洗衣市场份额佔據90%。2016年11月，e袋洗獲得由立白集团、润都集团等投資数亿元。後來陆文勇由於和张荣耀理念不同，於是於2017年8月離職。此時e袋洗的洗衣服务出现亏损，而且投訴也較多。

## 外部連結
- 官方网站